# Стемпкув
Стемпкув (пол. Stępków) — село в Польщі, у гміні Дубова Колода Парчівського повіту Люблінського воєводства. Населення — 390 осіб (2011).

## Історія
За даними етнографічної експедиції 1869—1870 років під керівництвом Павла Чубинського, у селі переважно проживали римо-католики, меншою мірою — греко-католики, які розмовляли українською мовою.
У 1975—1998 роках село належало до Білопідляського воєводства.

## Демографія
Демографічна структура станом на 31 березня 2011 року:
|          | Загалом | Допрацездатний вік | Працездатний вік | Постпрацездатний вік |
| -------- | ------- | ------------------ | ---------------- | -------------------- |
| Чоловіки | 198     | 43                 | 133              | 22                   |
| Жінки    | 192     | 39                 | 113              | 40                   |
| Разом    | 390     | 82                 | 246              | 62                   |